# كود فاين

شعار اللعبة

كود فاين (بالإنجليزية:Code Vein) (باليابانية:コードヴェイン)، هي لعبة فيديو من نوع أكشن تقمص الأدوار، صدرت اللعبة بتاريخ 27 سبتمبر 2019، وتعمل على منصات بلاي ستيشن 4، مايكروسوفت ويندوز وإكس بوكس ون، وهي من تطوير ونشر بانداي نامكو إنترتينمنت.
كما حصلت على ترجمة هواة عربية من فريق الحلم المتجدد للتعريب في عام 2023

## الموقع الخارجي
- الموقع الرسمي
 (بالانكليزية)